# Timimoun
Timimoun je město v Alžírsku, hlavní město stejnojmenného distriktu, nachází se ve stejnojmenné provincii. Má přibližně 33 tisíc obyvatel.
Město je známé červeně okrovými budovami, které se v něm nachází. Ve městě se nachází letiště.
Město má horké pouštní klima. Roční průměrná teplota je 25 °C.